# Unloved and Weeded Out
Unloved and Weeded Out es el segundo álbum recopilatorio de la banda de metalcore Converge. Fue lanzado el 28 de enero de 2003 a través de Deathwish Inc.

## Historia
Unloved and Weeded Out cuenta con 14 pistas, algunas de las cuales eran rarezas publicadas anteriormente, mientras que otras no estaban publicadas. El álbum incluye cinco canciones de demostración que se grabaron en el sótano de los padres del guitarrista Kurt Ballou antes de firmar con Equal Vision Records, y se lanzaron versiones de estudio en When Forever Comes Crashing, las tres canciones que originalmente conformaron el EP Unloved and Weeded Out de 1995, y una canción del álbum debut de la banda, Halo in a Haystack.
El 24 de marzo de 2006, fue lanzado en YouTube por el canal de Deathwish Inc., el videoclip de «Downpour».

## Lista de canciones
Todas las letras escritas por Jacob Bannon, toda la música compuesta por Converge. 
| N.º | Título                                 | Duración |  |
| 1.  | «Downpour»                             | 2:40     |  |
| 2.  | «Flowers and Razorwire»                | 5:03     |  |
| 3.  | «Tremor»                               | 1:02     |  |
| 4.  | «Home Song»                            | 5:58     |  |
| 5.  | «For You»                              | 2:38     |  |
| 6.  | «Jacob's Ladder»                       | 3:59     |  |
| 7.  | «Undo»                                 | 2:19     |  |
| 8.  | «Towing Jehovah» (Demo)                | 2:11     |  |
| 9.  | «The High Cost of Playing God» (Demo)  | 5:06     |  |
| 10. | «When Forever Comes Crashing» (Demo)   | 3:06     |  |
| 11. | «Year of the Swine» (Demo)             | 3:38     |  |
| 12. | «Letterbomb» (Demo)                    | 3:02     |  |
| 13. | «Locust Reign» (En vivo en California) | 1:39     |  |
| 14. | «This Is Mine» (En vivo en California) | 1:44     |  |

## Personal
Personal del Unloved and Weeded Out como se indica en las notas del CD.
| Música - Jacob Bannon: voz, letras - Kurt Ballou: guitarra, bajo en las pistas 3-6 - Nate Newton: bajo - Ben Koller: batería - Aaron Dalbec: segunda guitarra en las pistas 2, 4-7 - Jeff Feinberg: bajo en las pistas 2, 7 - Stephen Brodsky: bajo en las pistas 1, 8–12 - Damon Bellorado: batería en las pistas 1–12 - "Big E": voces adicionales en la pista 13 - Tre McCarthy: coros en la pista 1 - Matt Pike: coros en la pista 1 Producción y grabación - Jim Seigel: grabó la pista 1 en The Outpost en mayo de 1997 - Brian McTernan: grabó la pista 2 en Salad Days a fines de 1995, grabó las pistas 3–6 en marzo de 1995 - Mike West: grabó la pista 7 en West Sound en 1994 - Chris Chin: grabó las pistas 13 y 14 en vivo en Chain Reaction en diciembre de 2001 - Kurt Ballou: grabó las pistas 8–12 en el sótano de sus padres en junio de 1997, mezcló las pistas 8–12 en GodCity en la primavera de 1998, mezcló las pistas 1–7 en GodCity en marzo de 2002, mezcló las pistas 13 y 14 en GodCity en mayo de 2002 |